# Netelia acuminata
Netelia acuminata là một loài tò vò trong họ Ichneumonidae.